# Harman/Kardon
Harman/Kardon er en afdeling af Harman International Industries, og producerer lydudstyr for hjemme- og bilbrug. Harman/Kardon har base i Woodbury, New York, USA.
Firmaet blev grundlagt i 1953 af Dr. Sidney Harman og Bernard Kardon, og var med til at starte hi-fi-industrien. Deres første produkt var en FM-radio. Et år senere introducerede de verdens første hi-fi-modtager, Festival D1000. Denne mono-modtager var beregnet til ikke-tekniske forbrugere og havde modtager og forstærker i samme enhed. I 1958 kom så verdens første stereo-modtager, Festival TA230.
Harman/Kardon har været hovedleverandør af lydanlæg til BMW, Land Rover, Mercedes-Benz, SAAB og Harley-Davidson.
- Stereo-Receiver 330B (1974)
- Dolby S Kassettebåndoptager (1990)[1]
- CD-Player HD 710  (1996–1998)[2], første h/k-cd-afspiller 1986[3]
- DVD-Player (ca. 2003)
- h/k Car Audio
- Højttaler - aerial (2017)